# Parandalia gracilis
Parandalia gracilis är en ringmaskart som först beskrevs av Hartmann-Schröder 1959.  Parandalia gracilis ingår i släktet Parandalia och familjen Pilargidae. Inga underarter finns listade i Catalogue of Life.